# Chožov
Chožov (en allemand : Koschow) est une commune du district de Louny, dans la région d'Ústí nad Labem, en République tchèque. Sa population s'élevait à 547 habitants en 2021.

## Géographie
Chožov se trouve à 7 km au nord-est du centre de Louny, à 33 km au sud-ouest d'Ústí nad Labem et à 55 km au nord-ouest de Prague.
La commune est limitée par Libčeves et Děčany au nord, par Koštice à l'est, par Počedělice au sud-est, par Vršovice au sud, et par Louny et Chraberce à l'ouest.

## Histoire
La première mention écrite du village date de 1057.

## Administration
La commune se compose de trois quartiers :
- Chožov
- Mnichovský Týnec
- Třtěno

## Transports
Par la route, Chožov se trouve à 8 km de Louny, à 47 km d'Ústí nad Labem  et à 68 km de Prague.